# 畠山智之
畠山智之（1958年10月30日—），日本電視節目主持人，出生於東京都；畢業於日本大學。1981年到任NHK。

## 現在擔任節目
- 《マイあさ！（土日）》（マイあさ！）土日［ラジオ第1］（土）前5:00～7:50、（日）前5:00～7:55

## 播報及主持節目經歷
- 《早安日本》（NHKニュースおはよう日本）
- 《家計日刊》（くらしのジャーナル）
- 《EVENING NETWORK 近畿》（イブニングネットワークきんき）
- 《近畿 845》（きんき845）
- 《NHK午間新聞》（NHKニュース (正午)）
- 《NHK7點新聞》（NHKニュース7）
- 《NHK9點新聞》（NHKニュース9）
- 《NHK9點週刊新聞》（NHK週刊ニュース）

## 外部連結
- http://cgi4.nhk.or.jp/a-room/search/detail.cgi?id=387 （页面存档备份，存于）

| 前任： 森田美由紀 1995年4月3日─2000年3月26日 | 《NHK7點新聞》主播 2000年3月27日─2006年4月2日 | 繼任： 阿部渉 2006年4月3日—2008年3月30日 |